# Theodore Bikel
Theodore Meir Bikel (Vienna, 2 maggio 1924 – Los Angeles, 21 luglio 2015) è stato un attore e cantante austriaco naturalizzato statunitense.
Fu anche musicista e interprete di musical. Debuttò come attore cinematografico nel film La regina d'Africa (1951) e ottenne una candidatura all'Oscar al miglior attore non protagonista per il ruolo dello sceriffo Max Muller nel dramma La parete di fango (1958). In campo teatrale ebbe anche una candidatura al Tony Award come attore caratterista.

## Biografia
La famiglia di Bikel fuggì in Palestina dopo l'occupazione nazista dell'Austria a seguito dell'Anschluss. In Palestina, Bikel iniziò a recitare ancora adolescente. Partecipò alla fondazione del Teatro Cameri a Tel Aviv, che divenne uno dei teatri più importanti di Israele, prima di trasferirsi a Londra dove studiò alla Royal Academy of Dramatic Art nel 1945. Nel 1948, Michael Redgrave raccomandò Bikel al suo amico Laurence Olivier come sostituto per le parti di Stanley Kowalski e Mitch al West End per la prima del dramma di Tennessee Williams, A Streetcar Named Desire. Bikel venne passato da sostituto a titolare del ruolo assieme alla moglie del regista, Vivien Leigh, che stava per interpretare la versione cinematografica nel ruolo di Blanche DuBois, assieme a Marlon Brando.
Dopo diverse commedie e film in Europa, Bikel si trasferì negli Stati Uniti nel 1954, e divenne cittadino statunitense nel 1961. Egli fu il primo ufficiale dell'U-boat con Curd Jürgens in Duello nell'Atlantico (1957) ed interpretò la parte del comandante del sottomarino russo in Arrivano i russi, arrivano i russi (1966). Bikel fece un provino per interpretare Auric Goldfinger nel film di James Bond Goldfinger (1964). Il provino è visibile nell'ultima edizione del DVD realizzata nel 2006. Bikel apparve anche nel film di Frank Zappa del 1971, 200 Motels.
A Broadway creò il ruolo del Capitano von Trapp in The Sound of Music nel 1959, per la cui interpretazione ricevette la seconda nomination al Tony Award. Nel 1964, interpretò Zoltan Karpathy, l'esperto di dialettica, nella versione cinematografica di My Fair Lady. Dalla sua prima apparizione nel ruolo di Tevye nel musical Fiddler on the Roof nel 1967, Bikel ha interpretato il ruolo molto più spesso di ogni altro attore (2.094 recite).
Negli anni cinquanta, Thedore Bikel produsse e cantò in diversi album di canzoni folkloristiche ebraiche, come di canzoni gitane russe nel 1958. Fondò con altri il Newport Folk Festival (Pete Seeger e George Wein) nel 1961. Nel 1962, udì Bob Dylan nella prima rappresentazione di "Blowin' in the Wind". 
Bikel divenne il primo cantante, dopo Dylan a cantare la canzone in pubblico. In società con Herb Cohen, aprì il primo locale di folk music a Los Angeles, L'Unicorno. La sua popolarità spinse i due ad aprirne un secondo, Cosmo Alley, che oltre alla musica folk presentò poeti come Maya Angelou e comici come Lenny Bruce. Bikel si fece coinvolgere sempre più nelle lotte per i diritti civili, e fu delegato alla convention democratica del 1968.
Oltre che attore di teatro e cinema, Bikel fu ospite di diverse trasmissioni televisive fin dagli anni sessanta, partecipando a Ai confini della realtà, Carovane verso il West, Colombo, Charlie's Angels, La casa nella prateria, Mission: Impossible, Dynasty, Knight Rider, e Law & Order - I due volti della giustizia.
Bikel fu presidente della Associated Actors and Artistes of America, e di Actors' Equity Association fra i tardi anni '70 ed i primi anni '80. Il Presidente Jimmy Carter lo nominò al National Council for the Arts nel 1977 per un mandato di sei anni. Il 28 gennaio 2007, venne eletto Chair of the Board of Directors del Meretz USA. L'autobiografia di Bikel, Theo, venne pubblicata nel 1995 da Harper Collins, e riedita, in versione aggiornata, dall'University of Wisconsin Press nel 2002.
Era membro del Mensa.

## Filmografia parziale

### Cinema
- La regina d'Africa (The African Queen), regia di John Huston (1951)
- Moulin Rouge, regia di John Huston (1952)
- I disperati (Desperate Moment), regia di Compton Bennett (1953)
- Arrivò l'alba (Never Let Me Go), regia di Delmer Daves (1953)
- Sulle ali del sogno (Melba), regia di Lewis Milestone (1953)
- A Day to Remember, regia di Ralph Thomas (1953)
- I confini del proibito (The Kidnappers), regia di Philip Leacock (1953)
- L'idolo (The Love Lottery), regia di Charles Crichton (1954)
- Il marchio del cobra (Forbidden Cargo), regia di Harold French (1954)
- Giovani amanti (The Young Lovers), regia di Anthony Asquith (1954)
- Controspionaggio (Betrayed), regia di Gottfried Reinhardt (1954)
- Il figlio conteso (The Divided Heart), regia di Charles Crichton (1954)
- La giungla degli implacabili (The Colditz Story), regia di Guy Hamilton (1955)
- Sopra di noi il mare (Above Us the Waves), regia di Ralph Thomas (1955)
- Flight from Vienna, regia di Denis Kavanagh (1956)
- I clandestini della frontiera (The Vintage), regia di Jeffrey Hayden (1957)
- Orgoglio e passione (The Pride and the Passion), regia di Stanley Kramer (1957)
- Duello nell'Atlantico (The Enemy Below), regia di Dick Powell (1957)
- Fräulein, regia di Henry Koster (1958)
- La parete di fango (The Defiant Ones), regia di Stanley Kramer (1958)
- I Bury the Living, regia di Albert Band (1958)
- Non voglio morire (I Want to Live!), regia di Robert Wise (1958)
- Sangue fiammingo (A Dog of Flanders), regia di James B. Clark (1959)
- Ossessione di donna (Woman Obsessed), regia di Henry Hathaway (1959)
- Le colline dell'odio (The Angry Hills), regia di Robert Aldrich (1959)
- L'angelo azzurro (The Blue Angel), regia di Edward Dmytryk (1959)
- My Fair Lady, regia di George Cukor (1964)
- Le sabbie del Kalahari (Sands of the Kalahari), regia di Cy Endfield (1965)
- Arrivano i russi, arrivano i russi (The Russians Are Coming the Russians Are Coming), regia di Norman Jewison (1966)
- The Desperate Ones, regia di Alexander Ramati (1967)
- Dolce novembre (Sweet November), regia di Robert Ellis Miller (1968)
- La meravigliosa avventura di Sam e l'orsetto lavatore (My Side of the Mountain), regia di James B. Clark (1969)
- Grande caldo per il racket della droga (Darker Than Amber), regia di Robert Clouse (1970)
- 200 Motels, regia di Tony Palmer e Frank Zappa (1971)
- The Little Ark, regia di James B. Clark (1972)
- The Return of the King, regia di Jules Bass (1980) (voce)
- Il grattacielo della morte (Dark Tower), regia di Freddie Francis (1989)
- Ci penseremo domani (See You in the Morning), regia di Alan J. Pakula (1989)
- Prova schiacciante (Shattered), regia di Wolfgang Petersen (1991)
- Shadow Program - Programma segreto (Shadow Conspiracy), regia di George Pan Cosmatos (1997)

### Televisione
- The Alcoa Hour – serie TV, episodio 1x08 (1956)
- Climax! – serie TV, episodio 3x24 (1957)
- Alfred Hitchcock presenta (Alfred Hitchcock Presents) – serie TV, episodio 2x32 (1957)
- The DuPont Show of the Month – serie TV, episodio 1x05 (1958)
- Ai confini della realtà (The Twilight Zone) – serie TV, episodio 3x29 (1962)
- The Dick Powell Show – serie TV, episodi 1x20-2x10 (1962)
- Assistente sociale (East Side/West Side) – serie TV, episodio 1x06 (1963)
- Gli uomini della prateria (Rawhide) – serie TV, episodio 7x06 (1964)
- The Nurses – serie TV, episodio 2x25 (1964)
- La legge di Burke (Burke's Law) – serie TV, episodi 2x01-2x25 (1964-1965)
- ABC Stage 67 – serie TV, episodio 1x10 (1966)
- La casa nella prateria (Little House on the Prairie) – serie TV, episodio 2x20 (1976)
- La lunga notte di Entebbe (Victory at Entebbe), regia di Marvin J. Chomsky – film TV (1976)
- Ellery Queen – serie TV, episodio 1x18 (1976)
- Charlie's Angels – serie TV, episodio 1x15 (1977)
- Colombo (Columbo) – serie TV, episodio 6x03 (1977)
- Fantasilandia (Fantasy Island) – serie TV, episodio 1x14 (1978)
- Supercar (Knight Rider) – serie TV, episodio 1x18 (1983)
- Giorni di fuoco (The Final Days), regia di Richard Pearce – film TV (1989)
- La signora in giallo (Murder, She Wrote) – serie TV, 4 episodi (1987-1994)
- Star Trek: The Next Generation  – serie TV, episodio 4x02 (1990)
- L.A. Law - Avvocati a Los Angeles (L.A. Law) – serie TV, episodio 6x15 (1992)
- Law & Order - I due volti della giustizia (Law & Order) – serie TV, episodio 4x12 (1994)
- Babylon 5 – serie TV, episodio 1x14 (1994)
- The Burning Zone – serie TV, episodio 1x03 (1996)
- Brooklyn South – serie TV, episodio 1x03 (1997)
- Michael Hayes – serie TV, episodio 1x08 (1997)
- Jarod il camaleonte (The Pretender) – serie TV, episodio 2x08 (1998)
- JAG - Avvocati in divisa (JAG) – serie TV, episodio 8x24 (2003)

## Doppiatori italiani
Nelle versioni in italiano delle opere in cui ha recitato, Theodore Biekel è stato doppiato da:
- Giorgio Capecchi ne I clandestini della frontiera, Orgoglio e passione, Ossessione di donna
- Emilio Cigoli in La parete di fango, Non voglio morire
- Carlo Romano in Le colline dell'odio, Le sabbie del Kalahari
- Sergio Fiorentini in Ellery Queen, Charlie's Angels
- Renato Mori in Star Trek: The Next Generation, Prova schiacciante
- Vittorio Cramer in La regina d'Africa
- Bruno Persa in Duello nell'Atlantico
- Sergio Graziani in My Fair Lady
- Renzo Montagnani in La casa nella prateria
- Pietro Biondi in Colombo
- Walter Maestosi in La signora in giallo (ep. 4x10)
- Gianni Musy in La signora in giallo (ep. 6x08)
- Glauco Onorato in La signora in giallo (ep. 8x10)
- Franco Zucca in La signora in giallo (ep. 11x02)
- Paolo Lombardi in Jarod il camaleonte

## Riconoscimenti
Premi Oscar 1959 – Candidatura all'Oscar al miglior attore non protagonista per La parete di fango